# 陈智敏
陈智敏（1955年10月—），男，汉族，浙江诸暨安华镇人，1985年12月加入中国共产党，1969年12月参加工作，中国科学院管理科学与工程专业毕业，在职研究生学历，管理学硕士。

## 生平
1969年12月参加工作（落户农村插队）。1976年12月湖南师范大学政治学系毕业。1985年12月加入中国共产党。1992年任娄底行署副专员兼地区公安处处长。1997年任湖南省公安厅厅长助理。2000年任公安部一局副局长。2003年任公安部一局局长。2004年中华人民共和国公安部部长助理。2009年9月3日升任副部长，授副总警监警衔。2015年1月23日兼任国家网信办副主任。2017年6月9日不再担任公安部副部长。
2018年1月，当选第十三届全国政协委员。2023年3月退休。